# Gran Premio Nuvolari
Il Gran Premio Nuvolari è una competizione automobilistica di regolarità, riservata alle vetture d'epoca, che si disputa dal 1991.

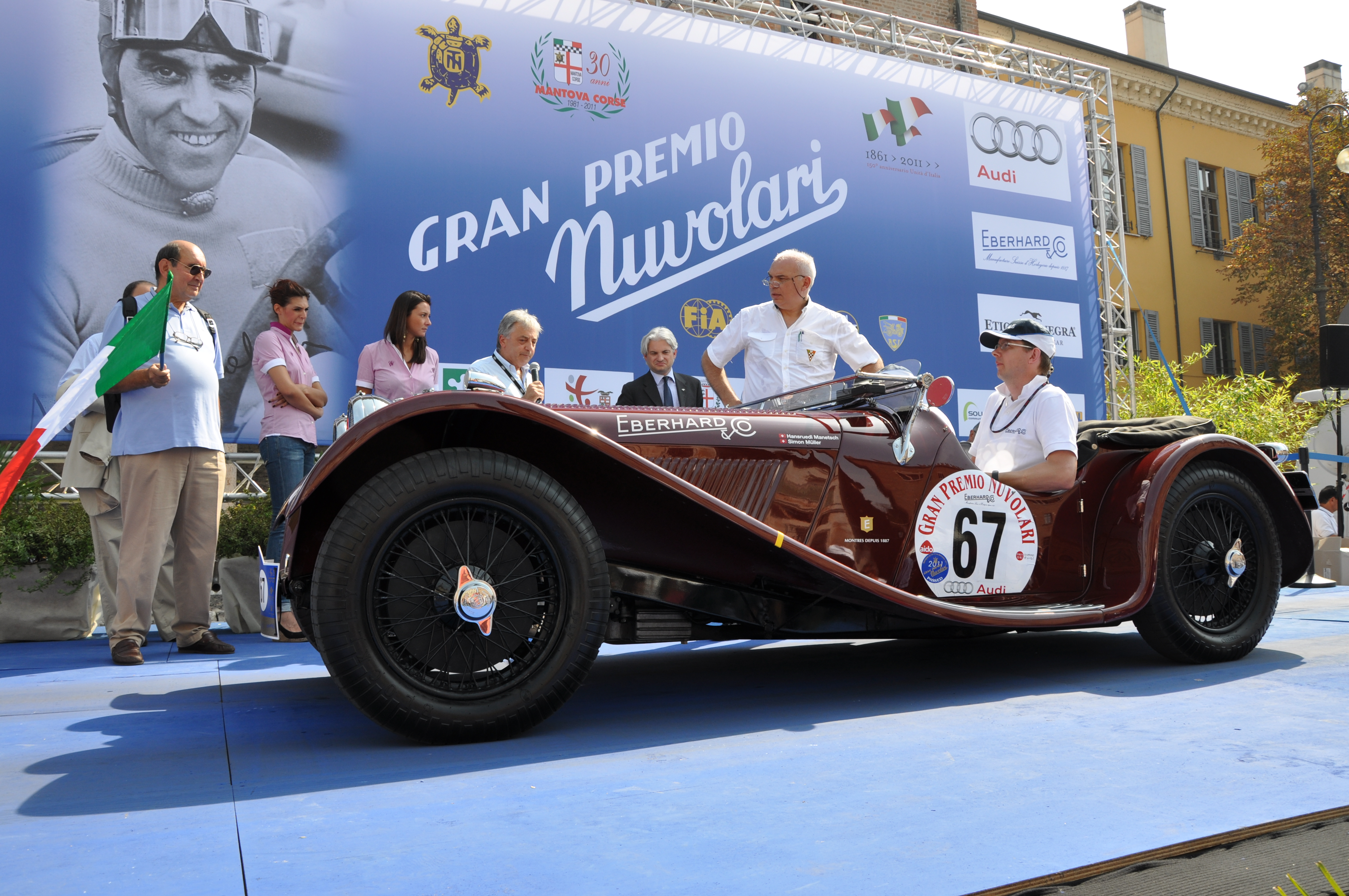
Jaguar SS100 of Vintage Racing Team Eberhard

## Le radici storiche
La morte di Tazio Nuvolari, l'11 agosto 1953, destò grande cordoglio nel pubblico e tra gli addetti ai lavori dell'automobilismo internazionale. A partire dal 1954 gli organizzatori Mille Miglia unitamente ad Automobile Club Mantova decisero di deviare il tratto conclusivo della gara, facendola transitare da Mantova e trasformandolo in una sorta di prova speciale, denominata "Gran Premio Tazio Nuvolari", da assegnare al concorrente con la velocità media più elevata nel tratto finale Cremona-Mantova-Brescia.
Si trattava del rush finale, spesso decisivo per la celebre gara di granfondo, particolarmente spettacolare ed emozionante in quanto svolto sui lunghi rettilinei della "Padana Inferiore" e della "Goitese", con vetture lanciate a velocità elevatissime, tra due ali di folla. 
Fu proprio durante il Trofeo Nuvolari del 1957 che la Ferrari 335 S di De Portago uscì di strada, causando una strage tra gli spettatori, nota come tragedia di Guidizzolo. Tale evento segnò la fine delle gare motoristiche di granfondo su strada e, quindi, della Mille Miglia e del "Gran Premio Tazio Nuvolari".

## Il Gran Premio Nuvolari

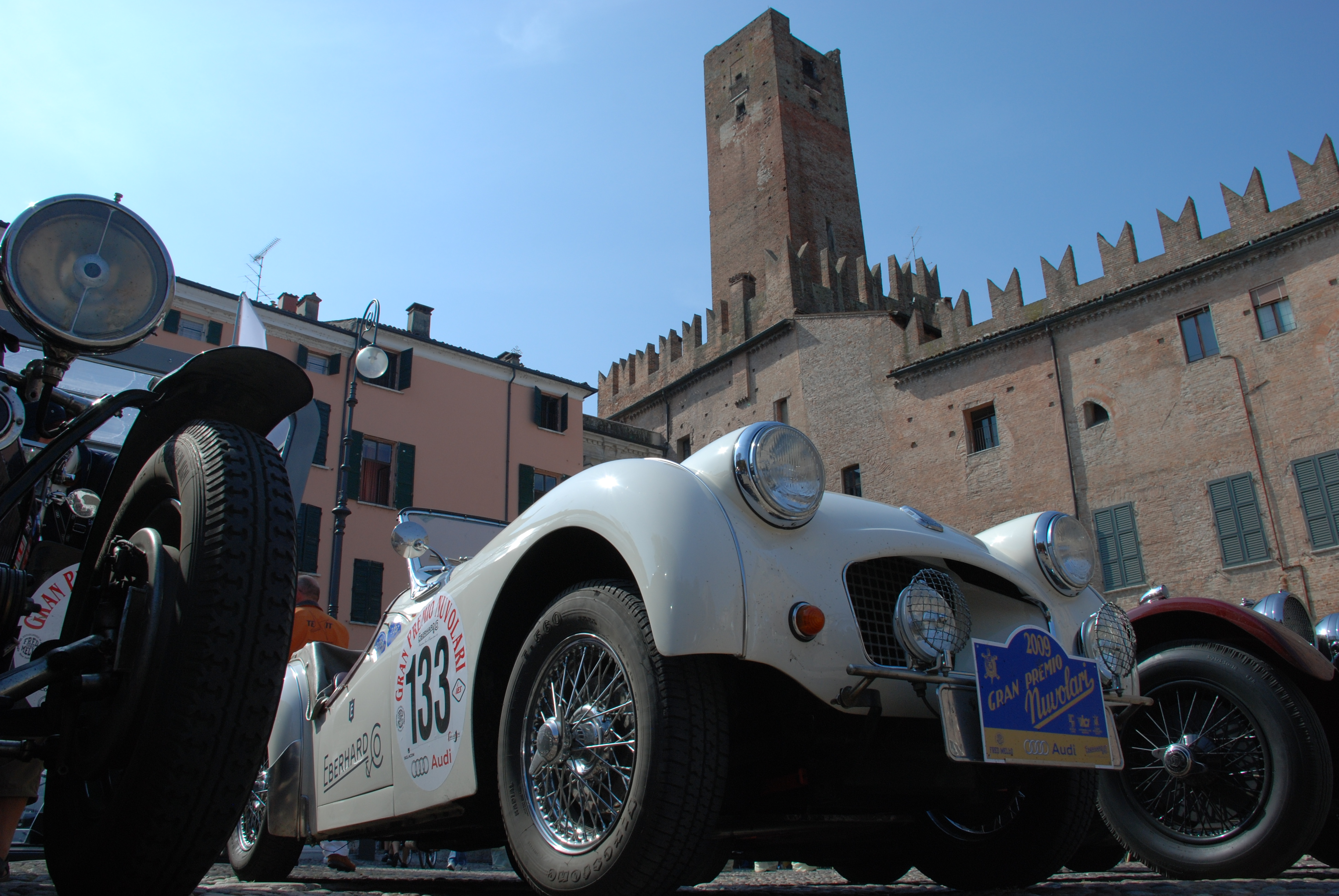
Triumph TR2 Gran Premio Nuvolari in Mantova

La rievocazione della manifestazione nacque da un'idea dei responsabili dell'Automobile Club Mantova per celebrare il centenario della nascita di Tazio Nuvolari. L'organizzazione fu affidata a Scuderia Mantova Corse, già organizzatrice per tutti gli anni '80 del Rally Mantova Corse. Sull'onda del successo riscontrato per la Mille Miglia Storica, nata nel 1977, venne organizzato nel 1990 il Memorial Nuvolari e nel 1991 il primo Gran Premio Nuvolari, gara di regolarità riservata alla vetture d'epoca. 
La manifestazione fu sponsorizzata dal Museo Tazio Nuvolari, e dalla Eberhard & Co., azienda dell'alta orologeria svizzera che trovò perfetta l'occasione per lanciare sul mercato il nuovo cronografo Tazio Nuvolari, prodotto in vista delle celebrazioni per il centenario dalla nascita del "Mantovano volante".
Iniziata quasi in sordina, la manifestazione prese velocemente piede, riscuotendo la partecipazione di centinaia di equipaggi provenienti da tutto il mondo, l'apporto finanziario di importanti aziende come Banca Generali o Audi e il patrocinio di Enti come la Regione Lombardia, la FIA, l'ACI-Sport, la FIVA, l'ASI o il Senato. La gara viene costantemente seguita dalle più importanti riviste internazionali specializzate nel settore come Ruoteclassiche, Classic & Sports Car o Motor Klassik. 
Il percorso cambia ogni anno, con partenza e arrivo a Mantova, in piazza Sordello, e si svolge per oltre 1.000 km, toccando piste storiche come gli autodromi di Varano e di Imola o i circuiti del Montenero e dell'Adriatico, e attraversando le città di Parma, Pisa, Siena, Arezzo, Rimini e Ferrara.
La gara viene disputata a tappe, nell'arco di 4 giorni, durante la terza settimana di settembre ed è annoverata fra gli eventi d'auto classiche e rally validi per il Campionato Italiano, in conformità con le disposizioni FIA-FIVA-CSAI - ACI Sport. La manifestazione inizia tradizionalmente con una cena all'aperto in piazza Erbe, cui partecipano le centinaia di concorrenti, gli addetti ai lavori e varie autorità e celebrità dell'automobilismo.